# قانون مبادلات کار ۱۹۰۹

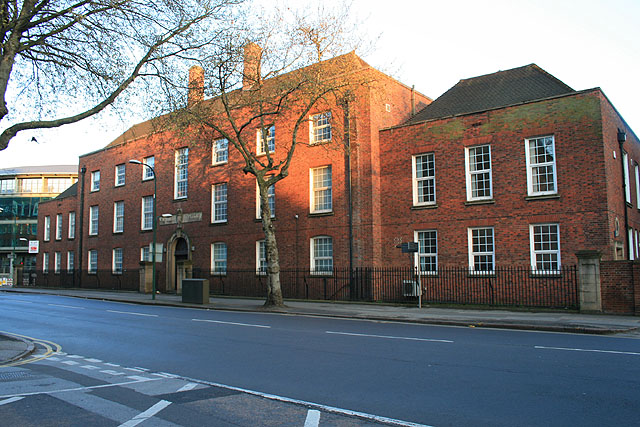
بورس کار در ناتینگهام

قانون مبادلات کار ۱۹۰۹ یک قانون پارلمانی در انگلستان بود که با بودجه دولت که در خصوص مبادلات نیروی کار ایجاد شد که به عنوان مبادلات اشتغال نیز شناخته می‌شود. هدف اعلام شده آن کمک به بیکاران برای یافتن شغل بود.
قبل از تصویب لایحه مبادلات کار با بودجه دولت، کارگران باید خودشان به دنبال شغل می‌گشتند. اولین بورس کار توسط اصلاح‌طلبان اجتماعی و مبارز اشتغال آلساگر هی هیل در لندن در سال ۱۸۷۱ تأسیس شد.